# WWE Women's Championship (1956-2010)
Ne pas confondre avec le WWE Women's World Championship ou le WWE Women's Championship (2016-) ou le WWE Divas Championship.
Le WWE Women's Championship (que l'on peut traduire par championnat féminin de la WWE) est un championnat féminin de catch (lutte professionnelle) de la World Wrestling Entertainment (WWE).
Il est officiellement créé en 1984 quand The Fabulous Moolah vend le championnat du monde féminin de la National Wrestling Alliance(NWA) à la World Wrestling Federation (WWF). La WWF la reconnait comme championne depuis le 18 septembre 1956, date du début de son premier règne de championne du monde de la NWA. Ce titre prend alors le nom de WWF World Women's Championship (championnat mondial féminin de la WWF).
Ce titre cesse d'être utilisé de 1990 à 1993 car il n'y a plus de catcheuses à la WWF. Il est à nouveau utilisé de décembre 1993 à décembre 1995.
Il est le plus vieux titre de l'histoire de la WWE, qui cesse pourtant de l'utiliser après l'édition 2010 de Night of Champions quand il a été fusionné avec le championnat des Divas de la WWE.

## Histoire du titre
Dans la deuxième moitié des années 1970, The Fabulous Moolah achète le droit d'utiliser comme bon lui semble le titre de championne du monde féminin de la National Wrestling Alliance(NWA). En 1984, elle vend ce titre à la World Wrestling Federation (WWF) qui décide de la reconnaitre comme étant la première championne depuis le 18 septembre 1956, date du début de son premier règne de championne du monde de la NWA.
Le 25 novembre 1985, la Championne du moment, Wendi Richter perd son titre face à The Spider Lady. Il s'avère que The Spider Lady n'est autre que Moolah masquée. Ce match surnommé depuis The Original Screwjob est célèbre car Richter, alors décidée à quitter la WWF, ne sais pas avant le match qu'elle va perdre le titre ni qui va lui succéder.

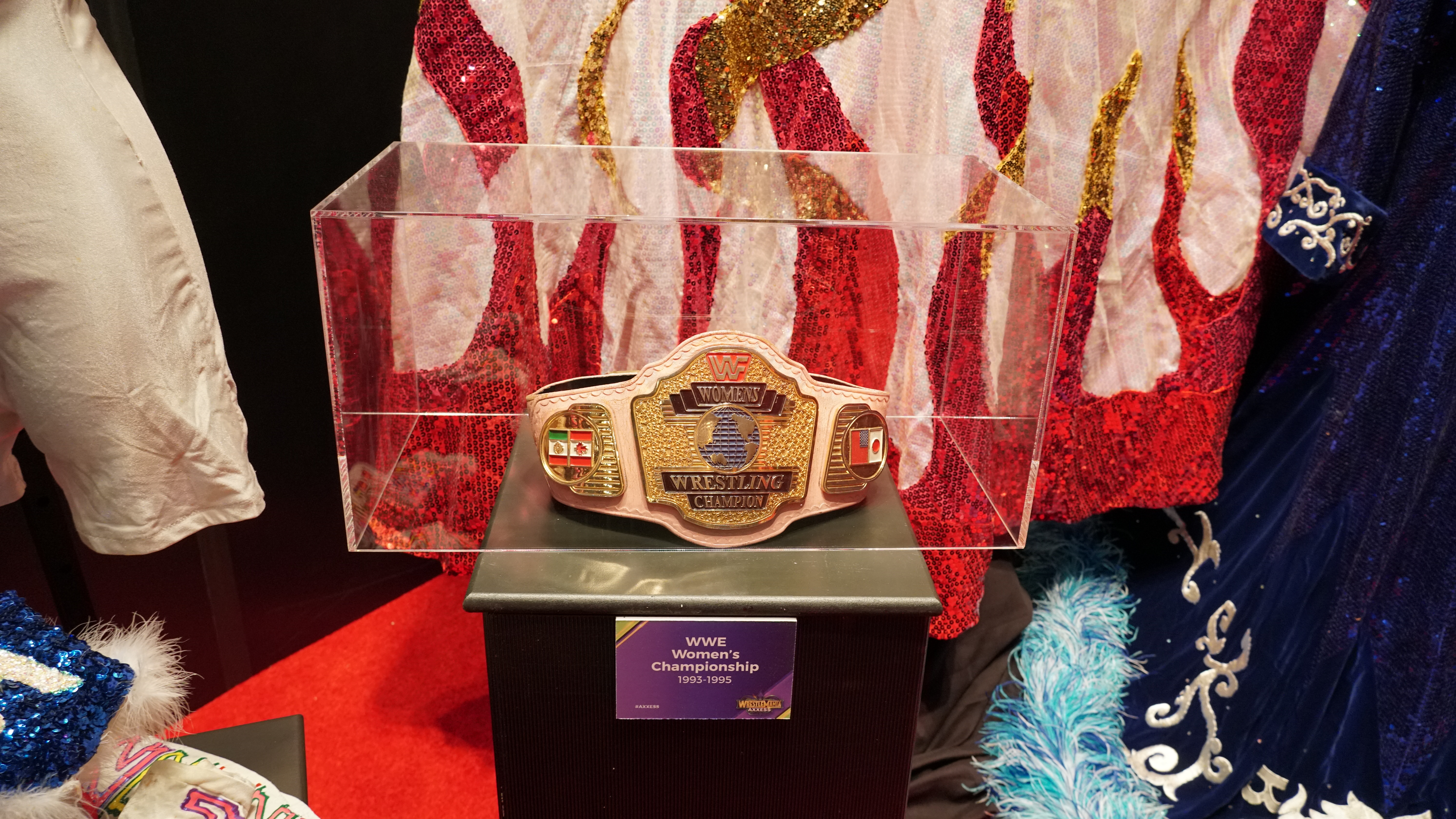
La ceinture de championne féminine de la WWF utilisé de 1993 à 1995.

Le titre continue à être utilisé jusqu'en 1990 où Rockin' Robin (en) rend le titre vacant. Il le reste jusqu'en décembre 1993 où la WWF organise un tournoi pour désigner la nouvelle championne du monde. C'est Alundra Blayze qui remporte ce tournoi après sa victoire face à Heidi Lee Morgan en finale le 13 décembre 1993. Un partenariat avec la All Japan Women's Pro-Wrestling se noue et permet à Bull Nakano d'être l'unique japonaise à porter le titre, qu'elle remporte le 20 novembre 1994 à Tokyo durant l'évènement Big Egg Wrestling Universe.
En décembre 1995, la WWF renvoie Alundra Blayze, pourtant Championne en titre. Elle s'engage avec la World Championship Wrestling (WCW) et y amène la ceinture WWF, qu'elle jette dans une poubelle face caméra lors de l'épisode de Monday Nitro du 18 décembre 1995.
La WWF réutilise ce titre en septembre 1998, et Jacqueline Moore en est la nouvelle championne après sa victoire face à Sable. Jacqueline est aussi la première afro-américaine à être championne féminine de la WWF. Le 17 octobre 1999, The Fabulous Moolah remporte ce titre pour la 4e fois de sa carrière et devient à 76 ans, 3 mois et 25 jours la championne la plus âgée de l'histoire.